# Adawá Mokanga
Adawá Mokanga (Kinshasa, 19 de outubro de 1988) é um futebolista angolano nascido congolês que atua pelo Benfica de Luanda, na posição de meia-atacante.